# برنيتيه (مترو باريس)
برنيتيه (بالفرنسية: Pernety)‏ هي محطة مترو تابعة لمترو باريس تقع في فرنسا في الدائرة الرابعة عشرة في باريس.[بحاجة لمصدر]